# Quark/
Quark/ est une série de livres d'anthologie américaine consacrée à la science-fiction d'avant-garde, éditée par l'écrivain et critique Samuel R. Delany et la poétesse et éditrice Marilyn Hacker. Quatre volumes sont publiés en 1970 et 1971,.

## Historique
Quark/ est une série d'anthologies de science-ficiton paru chez Paperback entre 1970 et 1971 et édité par Marilyne Hacker et Samuel R. Delany, qui étaient alors en couple.
Il s'agissait à l'époque du format le plus expérimental de tendance New Wave de la SF, ce qui n'alla pas sans provoquer des réactions hostiles dans ce milieu, ce qui causa sa fermeture malgré le fait que les livres s'étaient bien vendus. Seules quatre séries furent publiées en définitive.

## Quark/1
Le premier volume de Quark/ a été publié en 1970 via Paperback Library (en) et intègre les éléments suivants :
- Éditorial, par Samuel R. Delany et Marilyn Hacker
- The Cliff Climbers, de RA Lafferty
- The Sound of Muzak par Gardner R. Dozois
- A Trip to the Head, d'Ursula K. Le Guin
- Let Us Quickly Hasten to the Gate of Ivory, par Thomas M. Disch
- Inalienable Rite de Gregory Benford
- Orion, de George Stanley
- The View from This Window par Joanna Russ
- Gone Are the Lupo de HB Hickey
- Fire Storm de Christopher Priest
- Getting to Know You, par Link
- Dogman of Islington, par Hilary Bailey
- Shades, de Sandy Boucher (en)
- Twelve Ancillary Approximations for the Quark/ Cover Called Appomattox, par Russell FitzGerald
- Carthing, par AE van Vogt
- Daughter of Roses, par Helen Adam (en)
- Adrift on the Freeway, d'Edward Bryant
- My Father’s Guest, de Joan Bernott
- Critical Methods: Speculative Fiction, par Samuel R. Delany
- Ramona, Come Softly, de Gordon Eklund
- Six Drawings, par Stephen Gilden
- Contributors’ Notes

## Quark/2
Le deuxième volume de Quark/ a été publié en 1971 via Paperback Library et présentait les éléments suivants :
- Introduction, par Samuel R. Delany et Marilyn Hacker
- The Interstate par John Sladek
- A Possible Episode in the Picaresque Adventures of Mr. J.H.B. Monstrosee par Carol Emshwiller
- Trojak, de Marek Obtulowicz
- Gold, Black, and Silver, de Fritz Leiber
- Mensuration, par James Sallis
- Six Drawings, par Roger Penney
- The Voice of the Sonar in My Vermiform Appendix par Philip José Farmer
- The Way Home, de Joan Bernott (en)
- Among the Dead, d'Edward Bryant
- The Last Supper, de Russell FitzGerald
- The Village, de Leland Stoney
- Arpad, d'Alexeï Panchine
- Bitching it, de Sonya Dorman
- Five Drawings, par Nemi Frost
- Et in Arcadia Ego, par Thomas M. Disch
- Landscape for Insurrection, par Marilyn Hacker
- The People of Prashad par James Keilty
- The Inception of the Epoch of Mrs. Bedonebyasyoudid, par John Brunner
- The Electric Neon Mermaid de Laurence Yep

## Quark/3
Le troisième volume de Quark/ a été publié en 1971 via Paperback Library  et présentait les éléments suivants :
- Avant-propos, par Samuel R. Delany et Marilyn Hacker
- Encased in Ancient Rind, par RA Lafferty
- Home Again, Home Again par Gordon Eklund
- Continuous Landscape, par Donald Simpson
- Dog in a Fisherman’s Net par Samuel R. Delany
- Six Drawings, de Robert Lavigne
- The Zanzibar Cat de Joanna Russ
- Field, par James Sallis
- Vanishing Points, de Sonya Dorman
- Where Have You Been, Billy Boy, Billy Boy?, par Kate Wilhelm
- "Brave Salt, de Richard Hill
- Nature Boy, de Joséphine Saxton
- Continuous Landscape, par Donald Simpson
- Balls: A Meditation at the Graveside, par Virginia Kidd
- Ring of Pain, par M. John Harrison
- To the Child Whose Birth Will Change the Way the Universe Works, par George Stanley
- Continuous Landscape, par Donald Simpson
- A Sexual Song, de Tom Veitch (en)
- Twenty-Four Letters from Under the Earth par Hilary Bailey
- Six More Drawings par Robert Lavigne
- The Coded Sun Game, par Brian Vickers
- Continuous Landscape, par Donald Simpson
- Notes des contributeurs

## Quark/4
Le quatrième volume de Quark/ a été publié en 1971 via Paperback Library  et présentait les éléments suivants :
- On Speculative Fiction, par Samuel R. Delany et Marilyn Hacker
- Basileikon : Summe par Avram Davidson
- Voortrekker, de Michael Moorcock
- Brass and Gold, or Horse and Zeppelin in Beverly Hills, par Philip José Farmer
- The Song of Passing de Marco Cacchioni
- Norman Vs. America, par Charles Platt (en)
- The True Reason for the Dreadful Death of Mr. Rex Arundel, par Helen Adam.
- Acid Soap Opera, de Gail Madonia
- Bodies, par Thomas M. Disch
- Nightsong, de Marilyn Hacker
- Cages par Vonda N. McIntyre
- Man of Letters, de Marek Obtulowicz
- The Fourth Profession, de Larry Niven
- The Fourth Profession, d'Olivier Olivier
- from The Day, deStan Persky (en)